# Junackie hufce pracy

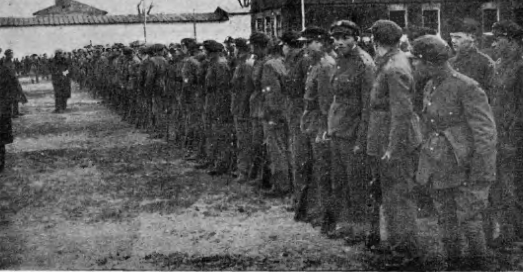
Junacy

Junackie hufce pracy (JHP) – polska paramilitarna organizacja młodzieżowa w latach 1936–1939.

## Historia
Junackie hufce pracy zostały utworzone dekretem Prezydenta RP z 22 września 1936 o służbie pracy młodzieży. Określono w nim, że służba pracy młodzieży jest zaszczytną służbą dla Narodu i Państwa, a polega na wykonywaniu pracy fizycznej dla potrzeb obrony Państwa lub jego interesów gospodarczych (art. 1). Służbę pracy pełniono na podstawie zaciągu ochotniczego w junackich hufcach pracy. Oprócz tego hufce zapewniały przysposobienie do służby wojskowej oraz nabycie kwalifikacji zawodowych, wychowanie obywatelskie i oświatę ogólną. Do hufców pracy przyjmowano przede wszystkim młodzież bezrobotną obojga płci, w wieku od 18 do 20 lat. Przyjętym przysługiwała nazwa junaków lub junaczek.
Junackie hufce pracy podlegały Ministrowi Spraw Wojskowych, przy którym ustanowiono organ opiniodawczy i doradczy – Radę Służby Pracy. Rodzaj, kolejność i warunki robót, jakie miały wykonywać hufce, ustalał Minister Spraw Wojskowych w porozumieniu z zainteresowanymi ministrami na okres objęty planem gospodarczym, przy uwzględnieniu przede wszystkim prac dla potrzeb obrony państwa. Podstawową jednostką Hufców Pracy był batalion w składzie 3 lub 4 kompanii.
Na czele junackich hufców pracy stał komendant mianowany przez Ministra Spraw Wojskowych w porozumieniu z Ministrem Opieki Społecznej spośród oficerów w służbie czynnej. Komendant JHP używał tytułu „Komendant Główny Junackich Hufców Pracy”. W latach 1936–1939 stanowisko Komendanta Głównego JHP zajmował pułkownik Bogusław Kunc. Bezpośrednim organem pracy Komendanta Głównego JHP była Komenda Główna Junackich Hufców Pracy.
Personel kierowniczy, instruktorski, biurowy i administracyjny hufców pracy składał się z żołnierzy w służbie czynnej oraz z funkcjonariuszy i pracowników cywilnych. Hufce otrzymywały środki m.in. z budżetu Funduszu Pracy.
Służba w junackich hufcach pracy trwała zasadniczo 2 lata, po czym junak był zwalniany; można było wystąpić ze służby wcześniej (zwolnienie następowało w ciągu 4 tygodni od dnia zgłoszenia chęci wystąpienia). Junacy otrzymywali zakwaterowanie, umundurowanie, wyżywienie i wynagrodzenie. W razie wypadku przy pracy przysługiwało im leczenie na zasadach ustalonych dla żołnierzy w służbie czynnej. Po przesłużeniu w hufcach przynajmniej 12 miesięcy mogło być przyznane prawo do ulg w wykonywaniu obowiązku służby wojskowej.
Czas pracy wynosił najwyżej 6 godzin dziennie, bez wliczania ćwiczeń, przysposobienia wojskowego, nauki oraz czynności porządkowych w obrębie pomieszczeń (§ 22 Rozporządzenia wykonawczego z 10 lutego 1937).
Postępy w wyszkoleniu, posiadane umiejętności, wyróżnienia w służbie decydowały o przyznawanych stopniach służbowych. Junacy obowiązani byli do posłuszeństwa wobec przełożonych i stosowania się do regulaminu hufców wydanego przez Ministra Spraw Wojskowych. Za naruszenia obowiązków stosowano kary dyscyplinarne, aż do aresztu na czas do 3 dni, degradacji lub wydalenia z junackich hufców pracy połączonej z utratą praw związanych z tą służbą oraz brakiem możności ponownego przyjęcia do niej. Samowolne porzucenie służby pociągało za sobą skutki wydalenia (art. 16).
Po drugiej wojnie światowej działały organizacje o podobnym charakterze, których członków również określano mianem junaków: „Służba Polsce” (1949–1955) i Ochotnicze Hufce Pracy (od 1958).

## Oddziały JHP
- Okręg Nr 1 JHP w Warszawie – płk piech. st. sp. Bolesław Pytel[5]
- Okręg Nr 2 JHP w Krakowie
- Okręg Nr 3 JHP w Brześciu – mjr piech. st. sp. Feliks Waluszewski[6]
- 2 batalion pracy w Pogorzelcach – mjr piech. st. sp. Józef Geronis de Libuschin (1937[7])
- 5 batalion pracy (w czerwcu 1939 przy budowie fortyfikacji, w rejonie Dubiszcze, Pogorzelce i Darewo: 14, 15, 16 i 20 kompania))[8]
- 11 batalion pracy (w lipcu 1938: 31 i 32 kompania w Połonce nad Styrem, 33 kompania w Janówce i 50 kompania w Kiwercach)[9]
- 14 batalion pracy w Wilnie (38, 39, 41 i 42 kompania) – mjr piech. st. sp. Ludwik Wilczyński (1937–1938[10]) i mjr st. sp. Władysław Cierpicki (1938[11])
- 15 batalion pracy (68 i 69 kompania)[6]
- 61 kompania JHP w Samborze – J. Kukliński[12]

## Umundurowanie
Na podstawie rozporządzenia wykonawczego do ustawy z 22 września 1936 r. zostały zatwierdzone stopnie oficerskie, podoficerskie i junackie, jak również typ umundurowania dla JHP.
Mundury są bardzo zbliżone barwą i krojem do wojskowego, tylko czapki posiadają krój maciejówki jak wojska lotnicze, okolone czarnym otokiem z malinową wypustką. W miejsce orzełka jest godło Służby Pracy, przedstawiające słońce, łopatę i oskard. Patki na kołnierzach bluz i płaszczy czarne z wypustką malinową, podobnie jak w wojskach saperskich. Junacy wykonywali prace saperskie w terenie. Charakterystycznymi cechami umundurowania junaków w lecie były hełm płócienny, chroniący od żaru słońca, oraz krótkie spodenki (typu harcerskiego), noszone przez podoficerów i junaków podczas pracy. Typy mundurów podzielone są na „roboczy"  do pracy i ćwiczeń, „służbowy" na wystąpienia i służby, oraz na „wyjściowy".

## Stopnie
Zostały ustalone następujące stopnie:

a) oficerskie:
- regimentarz – pułkownik
- podregimentarz – podpułkownik
- hufcowy – major
- podhufcowy – kapitan
- przewodnik – porucznik
- podprzewodnik – podporucznik

b) podoficerskie:
- starszy przodownik – starszy sierżant
- przodownik – sierżant
- zastępowy – plutonowy
- sekcyjny – kapral

c) junackie:
- starszy junak – starszy strzelec
- junak – strzelec
- młodszy junak – żołnierz w okresie rekruckim.

Odznaki stopni noszone na patkach (bluz i płaszczy), a na naramiennikach numeracja oddziału macierzystego oraz litery J. H. P. Oficerowie noszą gwiazdki czteroramienne, podoficerowie paski względnie kąty z galonu srebrnego, junacy guziki z orzełkami w ilościach odpowiadających poszczególnym stopniom.

## Odznaka

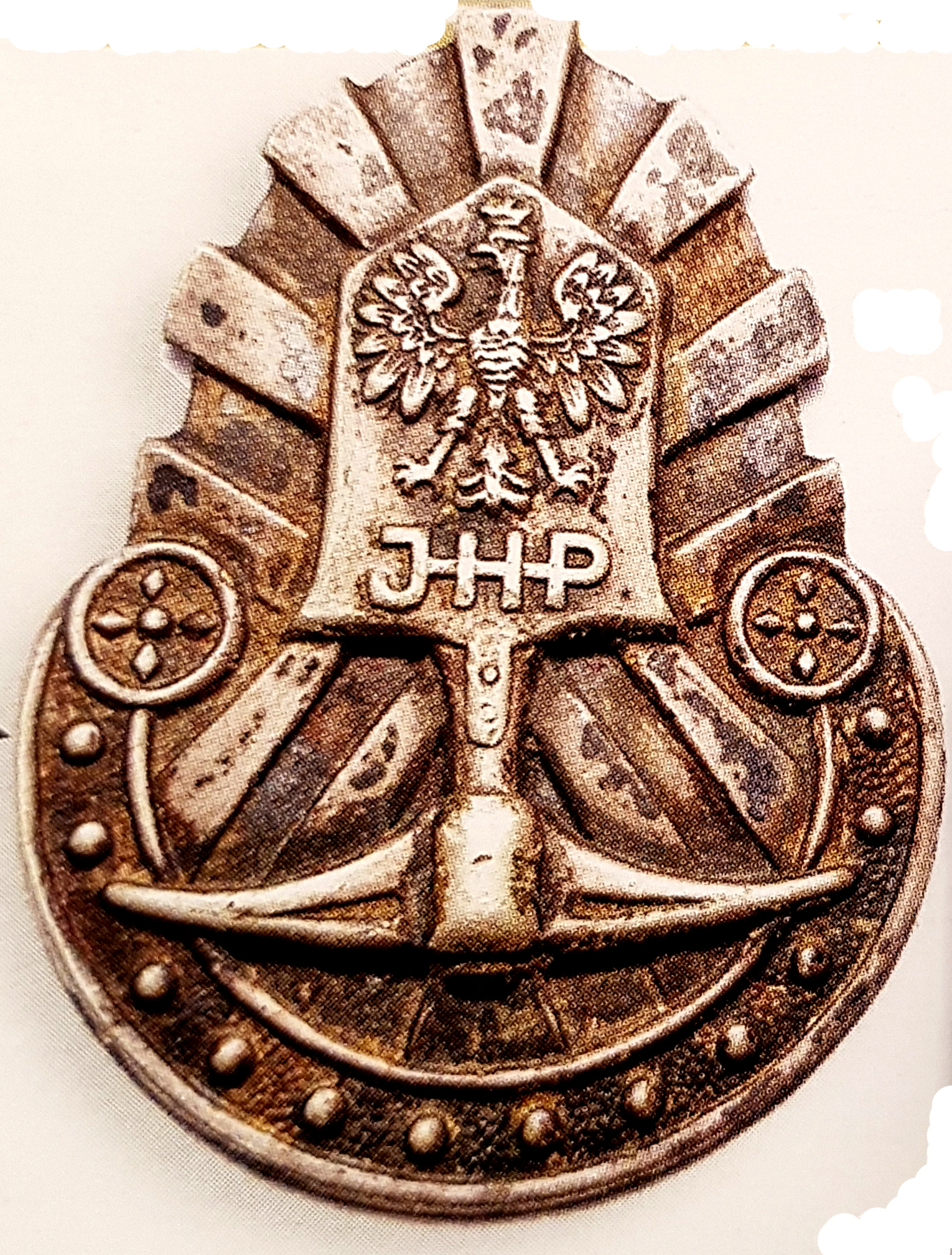
Odznaka JHP

Odznaka Junackich Hufców Pracy: tarcza amazonek zwieńczona słońcem kadeckim z nałożonym sztychem łopaty i żeleźcem kilofa. Na sztychu łopaty umieszczono wizerunek orła zgodny z godłem państwowym z 1927 r. i napis: JHP.

## Proporzec nagrodowy

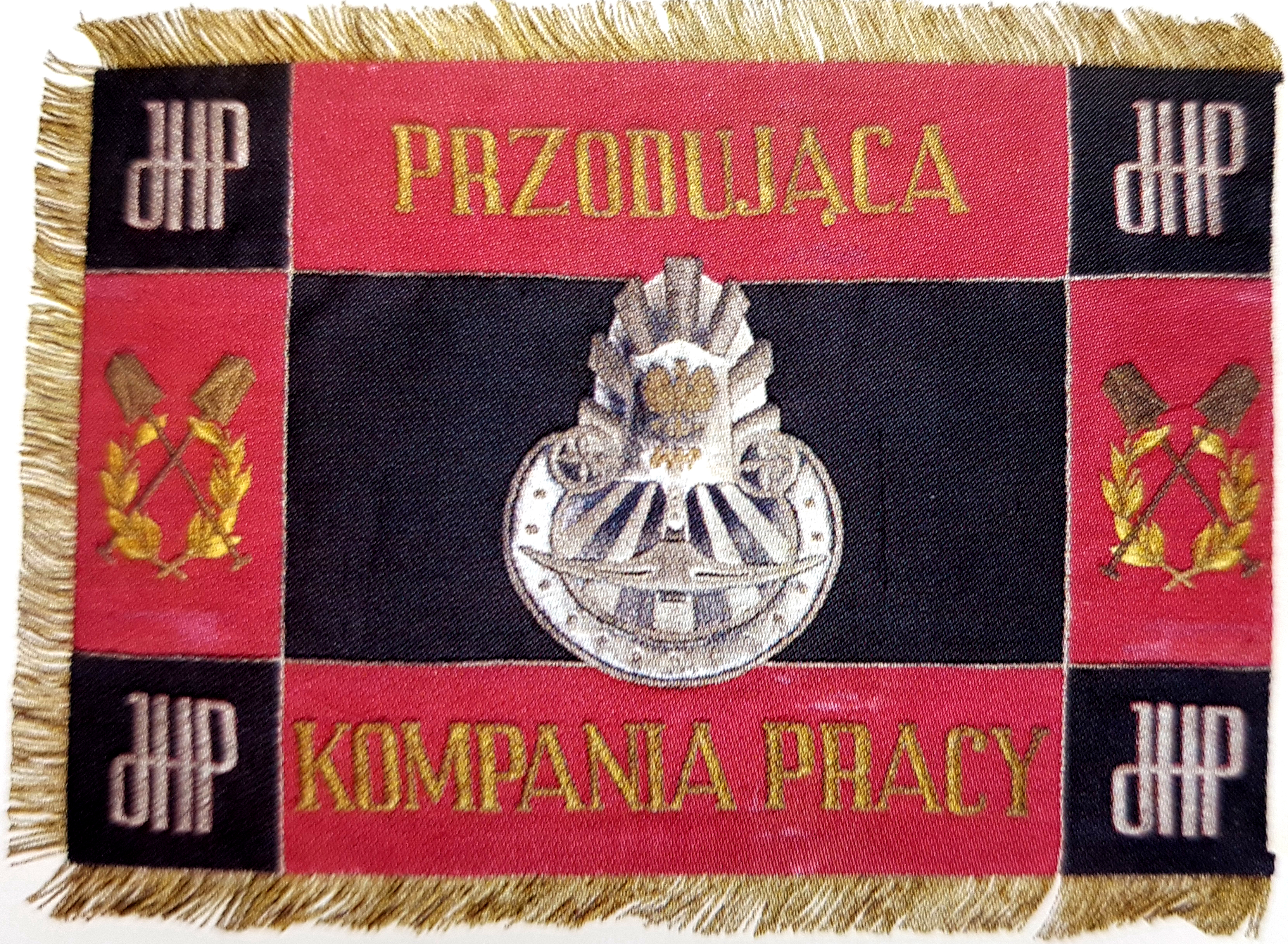
Proporzec nagrodowy JHP

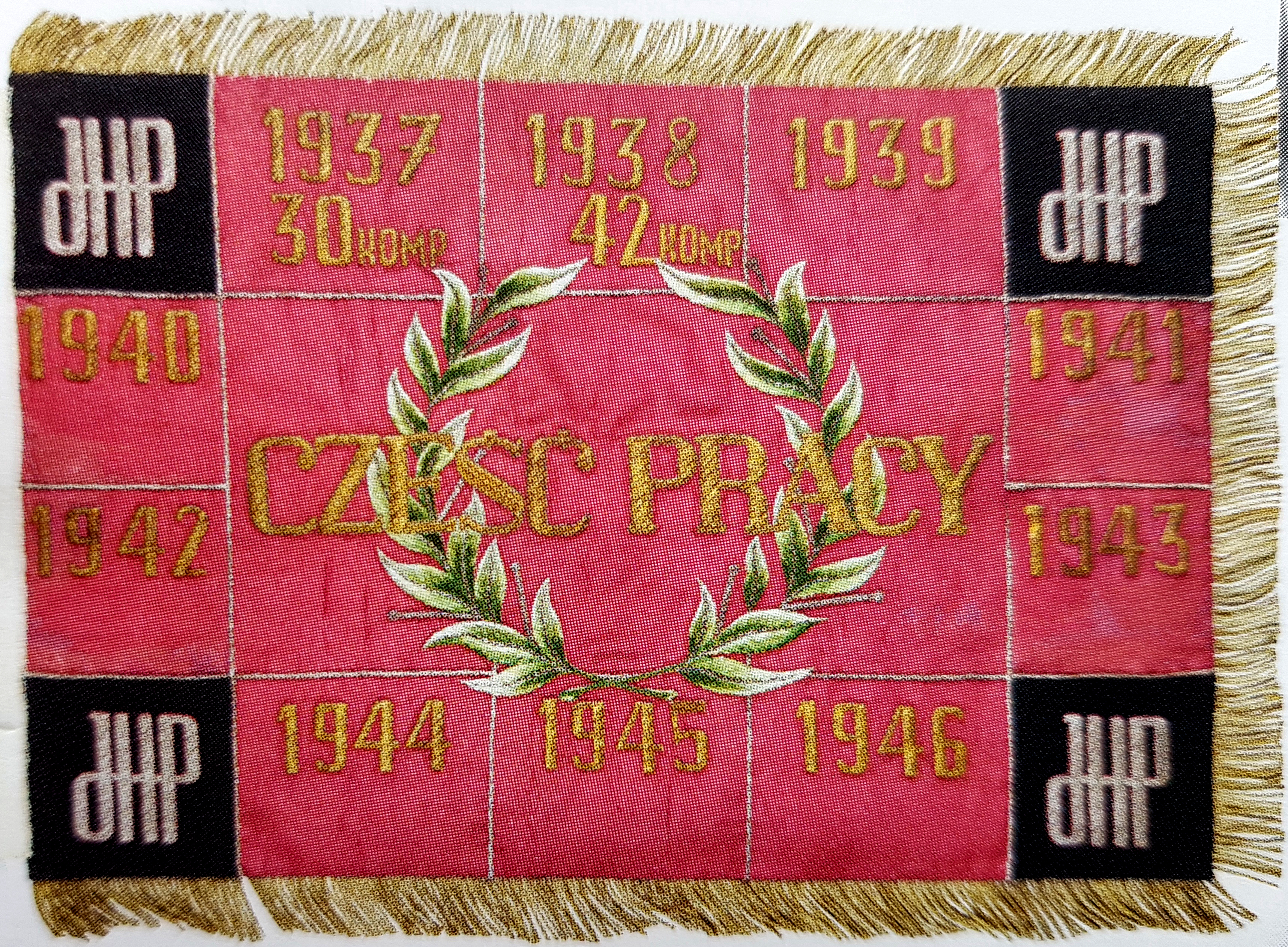
Proporzec nagrodowy JHP 1

Proporzec dwustronny, prostokątny, boki obszyte żółtą frędzlą bawełnianą długości 4 cm. Płat uszyty z rypsu jedwabnego, z wewnętrzną bawełnianą tkaniną usztywniającą. Na stronie głównej widnieje kompozycja pól prostokątnych i kwadratowych – czarnych i amarantowych: centralne pole prostokątne i narożne pola kwadratowe są w kolorze czarnym; pola boczne, górne i dolne zaś amarantowe. Pośrodku pola centralnego widoczny jest emblemat Junackich Hufców Pracy wyhaftowany nicią metalową w kolorach srebrnym i złotym oraz białą nicią bawełnianą. W polach bocznych są haftowane emblematy: skrzyżowane dwie łopaty spięte wieńcem laurowym. Emblematy wykonano nicią metalową w kolorze złotym i nicią bawełnianą, żółtą.
Na drugiej stronie  w narożnikach widać czarne pola kwadratowe z napisami: JHP. Pozostała część,  amarantowa, podzielona została za pomocą sznurka w kolorze srebrnym na mniejsze pola. W polu centralnym jest napis: CZEŚĆ PRACY, nałożony na zielony wieniec laurowy. W pozostałych polach umieszczono daty i nazwy kompanii nagrodzonych proporcem: 1937/30  KOMP.; 1938/42 KOMP.; 1939; 1940; 1941; 1942; 1943; 1944; 1945; 1946. Napisy w narożnikach wyhaftowane tak, jak na stronie głównej. Pozostałe napisy wykonano żółtą nicią bawełnianą z nicią metalową w kolorze żółtym. Wieniec haftowany był nicią bawełnianą.